# Філін Микола Андрійович
Мико́ла Андрі́йович Фі́лін (18 березня 1951, Рівне, УРСР) — український футбольний тренер, відомий за роботою у рівненському «Вересі» та КОЛІСП.

## Життєпис
Микола Філін закінчив Кам'янець-Подільський педагогічний інститут. З 2003 року працював у Костопільському обласному ліцеї-інтернаті фізичної культури і спорту (КОЛІСП) старшим тренером відділення футболу. Тренер-викладач першої категорії. Паралельно тренував юних футболістів у СДЮШОР «Верес». Очолював створену на базі ліцею-інтернату команду «Штурм», що виступала у Студентській лізі та юнацькому чемпіонаті України з міні-футболу. За підсумками 2006 та 2007 років був визнаний найкращим футбольним тренером міста та області. У травні 2008 року разом з групою футболістів «Штурма» перейшов до «Вереса», де працював до вересня наступного року. Після відставки знову зосередився на роботі у КОЛІСП, очолював комітет дитячого футболу Рівненської обласної федерації футболу.
У 2015 році, після рішення про відродження рівненського «Вереса», певний час керував тренувальним процесом новоствореної команди та відбирав футболістів, які мали б виступати у клубі.